# Olympische Winterspiele 2006/Rennrodeln
Bei den XX. Olympischen Winterspielen 2006 fanden drei Wettbewerbe im Rennrodeln statt. Die Bahn Cesana Pariol befindet sich in der Nähe des Dorfes Cesana Torinese, 97 Kilometer westlich von Turin. Sie war 1435 Meter lang, hatte 19 Kurven und überwand eine Höhendifferenz von 114 Metern; es wurden Höchstgeschwindigkeiten von bis zu 130 km/h erreicht. Die Zuschauerkapazität entlang der Strecke betrug 7.000 (davon 3.624 Sitzplätze).

## Bilanz

### Medaillenspiegel
| Platz | Land        | Gold | Silber | Bronze | Gesamt |
| ----- | ----------- | ---- | ------ | ------ | ------ |
| 1     | Deutschland | 1    | 2      | 1      | 4      |
| 2     | Italien     | 1    | –      | 1      | 2      |
| 3     | Österreich  | 1    | –      | –      | 1      |
| 4     | Russland    | –    | 1      | –      | 1      |
| 5     | Lettland    | –    | –      | 1      | 1      |

### Medaillengewinner
| Konkurrenz       | Gold                            | Silber                             | Bronze                                     |
| ---------------- | ------------------------------- | ---------------------------------- | ------------------------------------------ |
| Einsitzer Männer | Armin Zöggeler                  | Albert Demtschenko                 | Mārtiņš Rubenis                            |
| Einsitzer Frauen | Sylke Otto                      | Silke Kraushaar                    | Tatjana Hüfner                             |
| Doppelsitzer     | Andreas Linger, Wolfgang Linger | André Florschütz, Torsten Wustlich | Gerhard Plankensteiner, Oswald Haselrieder |

## Ergebnisse

### Einsitzer Männer
| Platz | Land | Sportler           | Zeit (min) |
| ----- | ---- | ------------------ | ---------- |
| 1     | ITA  | Armin Zöggeler     | 3:26,088   |
| 2     | RUS  | Albert Demtschenko | 3:26,198   |
| 3     | LAT  | Mārtiņš Rubenis    | 3:26,445   |
| 4     | USA  | Tony Benshoof      | 3:26,598   |
| 5     | GER  | David Möller       | 3:26,711   |
| 6     | GER  | Jan Eichhorn       | 3:26,743   |
| 7     | GER  | Georg Hackl        | 3:26,919   |
| 8     | ITA  | Reinhold Rainer    | 3:27,002   |
| 9     | AUT  | Markus Kleinheinz  | 3:27,587   |
| 10    | ITA  | Wilfried Huber     | 3:27,675   |

1. und 2. Lauf: 11. Februar 2006 (16:00 Uhr bzw. 18:30 Uhr) 

3. und 4. Lauf: 12. Februar 2006 (16:00 Uhr bzw. 18:30 Uhr)
36 Teilnehmer aus 19 Ländern, davon 35 in der Wertung.

### Einsitzer Frauen
| Platz | Land | Sportlerin        | Zeit (min) |
| ----- | ---- | ----------------- | ---------- |
| 1     | GER  | Sylke Otto        | 3:07,979   |
| 2     | GER  | Silke Kraushaar   | 3:08,115   |
| 3     | GER  | Tatjana Hüfner    | 3:08,460   |
| 4     | USA  | Courtney Zablocki | 3:08,852   |
| 5     | AUT  | Veronika Halder   | 3:09,087   |
| 6     | UKR  | Lilia Ludan       | 3:09,275   |
| 7     | LAT  | Anna Orlova       | 3:09,483   |
| 8     | AUT  | Nina Reithmayer   | 3:09,573   |
| 9     | SUI  | Martina Kocher    | 3:09,591   |
| 10    | CAN  | Regan Lauscher    | 3:09,643   |

1. und 2. Lauf: 13. Februar 2006 (16:00 Uhr bzw. 18:00 Uhr) 

3. und 4. Lauf: 14. Februar 2006 (16:00 Uhr bzw. 18:00 Uhr)
30 Teilnehmerinnen aus 15 Ländern, davon 24 in der Wertung.

### Doppelsitzer
| Platz | Land | Sportler                                   | Zeit (min) |
| ----- | ---- | ------------------------------------------ | ---------- |
| 1     | AUT  | Andreas Linger, Wolfgang Linger            | 1:34,497   |
| 2     | GER  | André Florschütz, Torsten Wustlich         | 1:34,807   |
| 3     | ITA  | Gerhard Plankensteiner, Oswald Haselrieder | 1:34,930   |
| 4     | AUT  | Tobias Schiegl, Markus Schiegl             | 1:34,951   |
| 5     | ITA  | Christian Oberstolz, Patrick Gruber        | 1:34,956   |
| 6     | GER  | Patric Leitner, Alexander Resch            | 1:34,960   |
| 7     | LAT  | Andris Šics, Juris Šics                    | 1:35,114   |
| 8     | USA  | Preston Griffall, Dan Joye                 | 1:35,410   |
| 9     | CAN  | Chris Moffat, Mike Moffat                  | 1:35,541   |
| 10    | CAN  | Grant Albrecht, Eric Pothier               | 1:35,561   |

Datum: 15. Februar 2006, 16:00 Uhr (1. Lauf), 17:20 Uhr (2. Lauf)